# Gautrachtenfest
Beim Gautrachtenfest (auch oft Gaufest oder Gaufestsonntag genannt) handelt es sich um die wichtigste Veranstaltung im Jahr eines Trachtlers. In beinahe jedem Gauverband im bayerischen Trachtenverband wird jährlich ein Fest dieser Art durchgeführt. In der Regel wird für das Gautrachtenfest ein großes Bierzelt aufgestellt.
Mit über 8000 teilnehmenden Trachtlern und mehreren tausend weiteren Besuchern gilt das Gautrachtenfest des Gauverbandes I als das größte seiner Art.

## Ablauf
Jeder Trachtenverein kann sich um die Ausrichtung in seinem eigenen Gauverband bewerben. Für gewöhnlich erhält ein Trachtenverein den Zuschlag, wenn er im gleichen Jahr ein Vereinsjubiläum feiert und eine bestimmte Größe hat, um die damit verbundenen organisatorischen Aufgaben zu bewältigen.
Da jeder Gauverband sein eigenes Gautrachtenfest ausrichtet, gibt es keinen für alle Gautrachtenfeste vollständig einheitlichen Ablauf. Grundsätzlich lässt er sich jedoch in zwei Teile gliedern. Am Vormittag nehmen alle Trachtenvereine samt Mitglieder gemeinsam an einem Gottesdienst teil, der meist im Freien stattfindet. Später am Nachmittag folgt schließlich traditionell ein Umzug durch den Ort des gastgebenden Vereins. Dazwischen und danach gibt es im Bierzelt verschiedene Einlagen wie Tänze, Plattler zu sehen.
Während es bei manchen Gauverbänden nur ein wenigtägiges Spektakel ist, umrahmen in anderen zahlreiche weitere Veranstaltungen das Gautrachtenfest. Dazu gehören einerseits klassische Festzeltveranstaltungen wie Bieranstich, Kabarett und Weinfest, andererseits aber auch weitere Trachtenveranstaltungen wie der Gauheimatabend und das Gaupreisplattln. Aus diesem Grund ist unter Gautrachtenfest manchmal auch das komplette Festprogramm des Veranstalters gemeint.

### Gauverband I
Der Gauverband I richtet mit seinen 119 angehörigen Vereinen das größte und sogleich auch das älteste Gautrachtenfest aus. Neben dem eigentlichen Gautrachtenfest gibt es hier noch eine Reihe weiterer Veranstaltungen.

### Chiemgau-Alpenverband
Der Chiemgau-Alpenverband richtete 2017 in Atzing sein 81. Gautrachtenfest aus. Wie beim Gauverband I sind auch hier neben dem Gaufestsonntag viele weitere Veranstaltungen im Festprogramm enthalten.

#### Galerie
Szenen des Gautrachtenfest des Chiemgau-Alpenverbandes in Reit im Winkl

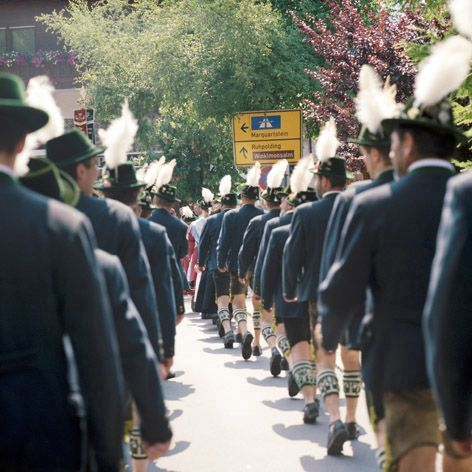
Umzug durch den Ort
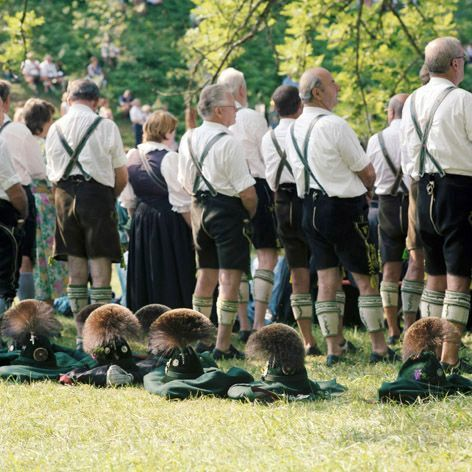
Gottesdienst im Freien
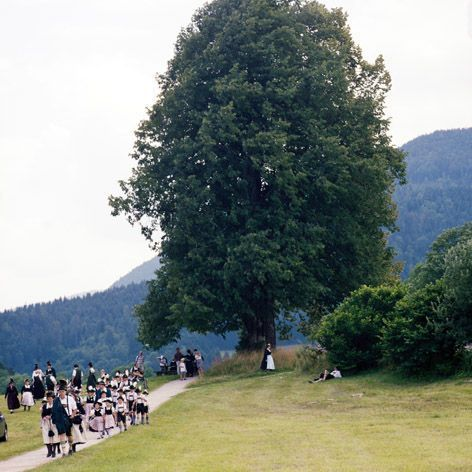
Festwiese
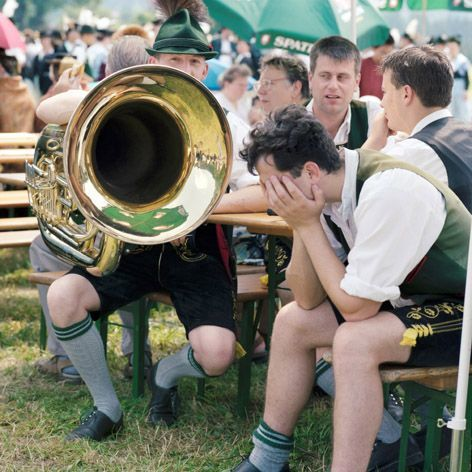
Ausklang auf der Festwiese